# صفيحة كوكوس
صفيحة كوكوس (بالإنجليزية: Cocos Plate)‏، المُسماة على جزر كوكوس في المحيط الهادئ، هي صفيحة تكتونية المقابل للساحل الغربي لأمريكا الوسطى. تبلغ مساحتها التقريبية 2,900,000 كيلو متر مربع. وتبلغ سرعتها المدارية 67 ملم في السنة.